# فرانتس بارتا
فرانتس بارتا (بالألمانية: Franz Barta)‏ (18 نوفمبر 1902 – القرن الـ20) هو ملاكم نمساوي راحل، مثّل بلاده في الألعاب الأولمبية الصيفية 1924.

## روابط خارجية
فرانتس بارتا على موقع أوليمبيديا (الإنجليزية)